# Новая (Холмский район)
Но́вая — деревня в Холмском районе Новгородской области, входит в состав Красноборского сельского поселения.

## География
Деревня находится на левом берегу реки Ловать, близ устья реки Вица, к востоку от автодороги Р51 (Шимск — Невель). Абсолютная высота — 52 м над уровнем моря. Площадь территории относящейся к деревне — 4 га.
К северу (ниже по течению Ловати) находится деревня Подфильни, к югу (по автодороге Р51) — деревня Петрово.

### Часовой пояс
Деревня Новая, как и вся Новгородская область, находится в часовой зоне МСК (московское время). Смещение применяемого времени относительно UTC составляет +3:00.

## История
В 1964 году Указом Президиума Верховного Совета РСФСР деревне Богоявление присвоено наименование Новая.

## Население
| 2010 |
| ---- |
| 0    |